# Casa da gioco (film)
Casa da gioco (One Desire) è un film del 1955 diretto da Jerry Hopper.

## Trama
(Tacey Cromwell)
Tacey Cromwell è la direttrice di una sala da gioco dove gli uomini vengono intrattenuti dalla compagnia di alcune ragazze, in pratica poco più di un saloon. Tacey è innamorata di Clint Saunders un bel giovane ambizioso, molto capace con le carte e i soldi. Il proprietario del locale, all'ennesimo ritardo di Clint, lo licenzia, proprio quando in città arriva il fratellino Nugget Saunders. Clint ha sentito di una nuova città nell'Oregon, dove hanno trovato l'argento e espone il suo desiderio di partire. Tacey coglie l'occasione per cambiare vita e decide di partire con Clint e il ragazzino. All'arrivo in città, l'uomo si fa subito notare da Judith, la figlia del senatore Watrous, la quale gli procura un lavoro in banca e lo introduce negli ambienti giusti. Tacey, invece, si dedica alla sistemazione di una nuova casetta dove vivere con Nugget e la giovane Seely, ribelle ragazzina rimasta orfana, mentre Clint rimarrà a dormire in albergo, in modo da avere una parvenza rispettabile e lasciarsi la vita precedente alle spalle. Judith Watrous, innamorata di Clint, incarica un investigatore di scoprire qualcosa sul passato della donna e tutto viene a galla.
La figlia del senatore dopo aver fatto in modo da allontanare Clint dalla città, ne informa subito il giudice, il quale dispone l'allontanamento dei ragazzi da Tacey donna di mal costume. Judith approfitta per ottenere l'affidamento dei ragazzini e Tacey se ne va nottetempo. Clint cerca invano la donna, poi si rassegna e sposa Judith. Solo Seely riesce a rimanere in contatto con Tacey e, dopo due anni, scappa per raggiungerla. La donna però ha ricominciato la vecchia vita e non volendo guastare Seely, la riporta a casa, dove viene affrontata da Judith e scopre le macchinazioni della rivale. Accecata dalla rabbia, decide di costruire una casa da gioco proprio di fronte alla casa dei Saunders. La notte di capodanno, dopo che Clint ha abbandonato la festa per andare da Tacey e dopo aver litigato con Judith, scoppia un incendio che brucia la casa e a causa del forte vento il fuoco si è spostato anche nella casa di Tacey. Si salvano tutti tranne Judith. Al mattino dopo quello che è successo anche se sono ancora scossi e che sono diventati entrambi poveri adesso sono felici ora che possono stare tutti insieme.

## Produzione
Tratto dal romanzo Tacey Cromwell di Conrad Richter, prodotto dalla Universal International Pictures

## Distribuzione

### Data di uscita
Il film venne distribuito in varie nazioni, fra cui:
- Stati Uniti d'America, One Desire 20 luglio 1955
- Belgio, Haar enigste liefde 20 aprile 1956
- Finlandia, Salainen toive 1º giugno 1956
- Svezia, Högt spel i Oklahoma 17 settembre 1956
- Danimarca, Den brændemærkede kvinde 20 gennaio 1958
- Germania Ovest, Und wäre die Liebe nicht 9 ottobre 1959
- Austria, Und wäre die Liebe nicht novembre 1959
- Francia, Son seul amour 7 agosto 1963

## Accoglienza

### Critica
"Un gradevole film, grazie anche alla ricostruzione dell'America che fu". La pellicola reca la morale: non è detto che chi è rispettabile sia una bella persona e viceversa.